# ورستلینگورت
ورستلینگورت (به انگلیسی: Wrestlingworth) یک روستا در بریتانیا است که در بدفوردشر مرکزی واقع شده‌است.